# Židovská encyklopedie Brockhaus-Jefron
Židovská encyklopedie Brockhause a Jefrona (rusky Еврейская энциклопедия Брокгауза и Ефрона, hebrejsky יברייסקיה אנציקלופדיה) byla první encyklopedie v Ruském impériu věnovaná židovstvu, judaismu a židovské kultuře, minulosti i současnosti.

## Historie
Encyklopedie byla vydána v letech 1908-1913 nakladatelstvím Brockhaus a Efron v 16 svazcích. Ideově vychází z Židovské encyklopedie (Jewish Encyclopedia) publikované v New Yorku v letech 1901-1906. Aktivní pomoc při financování a editaci encyklopedie poskytli baron David Gunzburg a Dr. Lev Katznelson.